# درب الأمل الأخضر
درب الأمل الأخضر هي رابطة إيرانية أنشأها مير حسين موسوي في 15 أغسطس، 2009 بعد خسارته الانتخابات الرئاسية الإيرانية بصفتها الهيئة التنظيمية لالتحرك الأخضر. وقد تم استخدامها أيضا كواجهة «سياسية» في وسائل الاعلام.

## مواضيع مرتبطة
- التحرك الأخضر
- انتخابات إيران الرئاسية 2009
- مظاهرة 30 ديسمبر 2009 المؤيدة للحكومة في إيران
- حركة الإصلاح الإيرانية
- أين صوتي؟
- احتجاجات عاشوراء